# Bel paese
Bel paese, auch Belpaese geschrieben, ist eine klassische poetische Bezeichnung für Italien. Die geläufige italienische Phrase bedeutet zu Deutsch so viel wie „schönes Land“ und verweist so mittels einer Antonomasie auf eine als zentral erachtete Eigenschaft Italiens, nämlich die Schönheit.
Die Wendung bel paese als geographische Verortung geht auf die italienische Literatur des Spätmittelalters zurück, namentlich Dante und Petrarca.

“...del bel paese là dove ’l sì suona.”

„... des schönen Landes dort, wo das sì erklingt.“

“... il bel paese ch’Appennin parte, e ’l mar circonda e l’Alpe.”

„... das schöne Land, das der Apennin teilt, und das Meer und die Alpen umringen.“

An der Verfestigung des Tropus hatte Madame de Staël entscheidenden Anteil, indem sie die petrarkischen Verse ihrem 1807 erschienenen Roman Corinne ou l’Italie als Epigraph voranstellte. Die Formulierung von Dante wurde u. a. von Vittorio Alfieri in seiner Autobiographie zitiert, der in dem Passus nel bel paese qui dove il sì suona allerdings das etwas distanzierte là („dort“) durch ein leidenschaftliches qui („hier“) ersetzte.
Große Bekanntheit über literarische Kreise hinaus erlangte die Phrase durch ein Buch des Geowissenschaftlers und Patrioten Antonio Stoppani, der 1876 in seinem vielgelesenen populärwissenschaftlichen Werk Il Bel Paese: Conversazioni sulle bellezze naturali, la geologia e la geografia fisica d’Italia (‚Das Schöne Land: Gespräche über die Naturschönheiten, die Geologie und die physische Geographie Italiens‘) die Naturschönheiten Italiens beschrieb. Der Buchtitel soll auch als direkte Vorlage für die Namensgebung der Käsesorte Bel Paese gedient haben, die von Egidio Galbani als italienische Antwort auf französische Käseimporte kreiert worden war.
Es existieren verschiedene Deutungen des psychologischen Grundtons bei einer heutigen Verwendung der Bezeichnung bel paese. Beispielsweise wird unterstellt, dass die Italiener mit dem „schönen Land“ im Grunde das „schönste Land“ meinten, was die Wendung in der Nähe von Größenwahn erscheinen lässt. Andere Interpreten attestieren der Formulierung hingegen einen polemischen Beiklang oder eine häufig auftretende ironische Note, wodurch bel paese den Charakter einer Antiphrasis erhält.